# Голландская овчарка
Хердер или голландская овчарка (нидерл. Hollandse herder) — порода пастушьих собак, отнесена к 1 группе в классификации МКФ

## Происхождение
Прародителями данной породы стали бельгийские овчарки. Официальное признание хердер получил лишь в 1860 году, хотя возникла данная порода значительно раньше. Родиной её является Голландия. Изначально данная порода была выведена как пастушья и долгое время она использовалась лишь по данному назначению. Благодаря таким чертам своего характера как ответственность и наблюдательность, она прекрасно справлялась с возложенной на неё миссией. Позже хердер стал постоянным участником многочисленных выставок и во многих занимал лидирующие позиции.

## Внешний вид

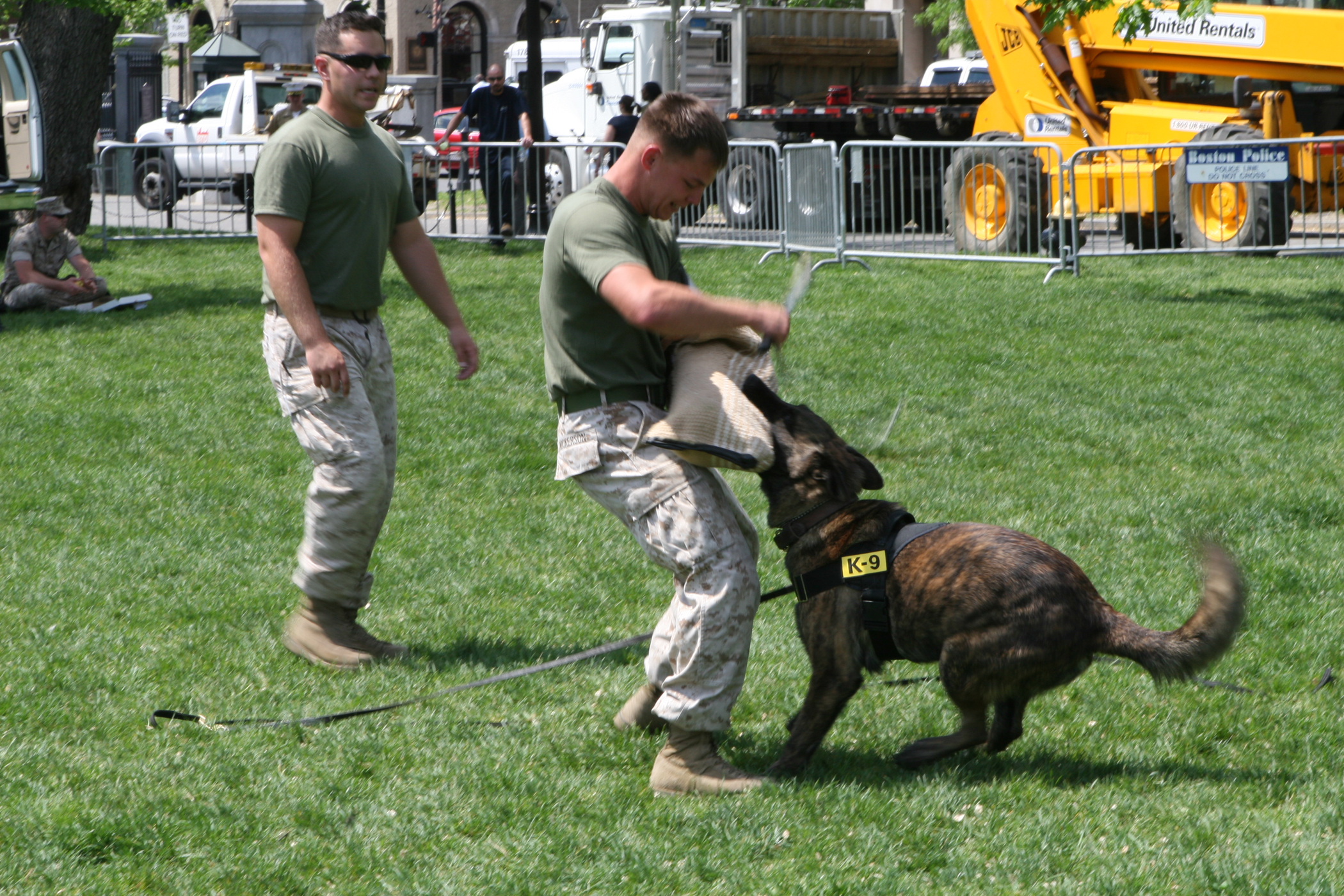
Голландская овчарка работает защитный норматив

Хердер — довольно крупная собака, ростом примерно в шестьдесят сантиметров, масса её тела в среднем составляет двадцать шесть килограммов. Существуют три основные разновидности представителей данной породы — это жесткошёрстный хердер, короткошёрстный и длинношёрстный. В настоящее время длинношёрстный хердер уже практически нигде не встречается, несмотря на все положительные качества этих собак, они утратили свою актуальность на данный момент. Наиболее же распространена короткошёрстная разновидность хердера. Окрас у таких собак может быть разным, например, палевым, золотисто-коричневым, рыже-коричневым, серебристо-тигровым и так далее, но никогда не бывает однородным. Все тело таких собак покрыто черными полосами, образованными жесткими волосками, они равномерно распределены по всему телу, образуя интересный узор.

## Характер

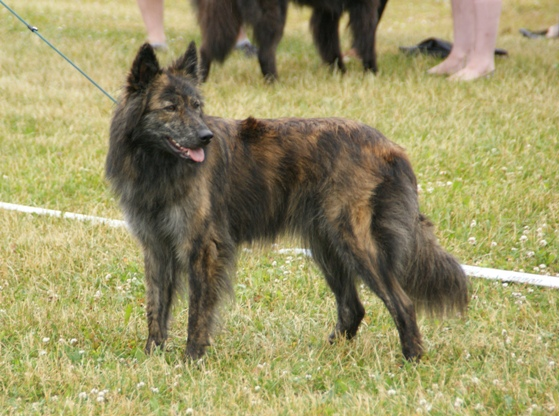
Длинношерстная голландская овчарка

Хердер — очень умная порода собак, они отличаются своей внимательностью и способностью схватывать знания буквально на лету. Такие собаки издавна считались надежными охранниками, кроме того, они прекрасно понимают, возложенную на них ответственность и зачастую становятся ответственными поводырями. Конечно, воспитание такой собаки требует много времени. С подобным питомцем нужно много заниматься, так как для поддержания здоровья и физической формы ему необходимы постоянные большие нагрузки, а также длительные прогулки на свежем воздухе, поэтому лучше всего, если хердер живёт за городом, где он может передвигаться хотя бы по территории прилегающего к дому участка, самостоятельно.

## Разновидности
Стандарт FCI определяет 3 разновидности голландской овчарки в зависимости от типа шерсти:

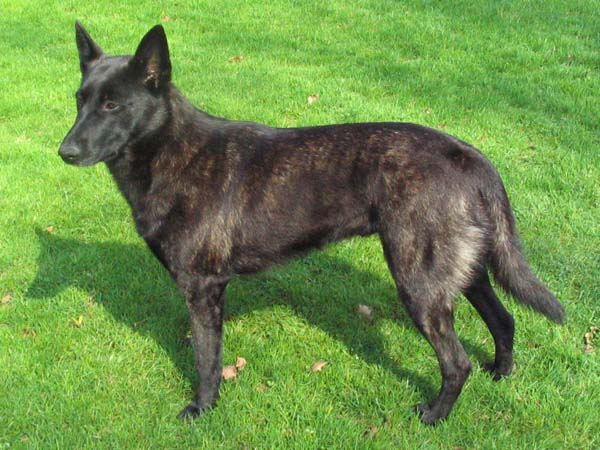
Короткошёрстная
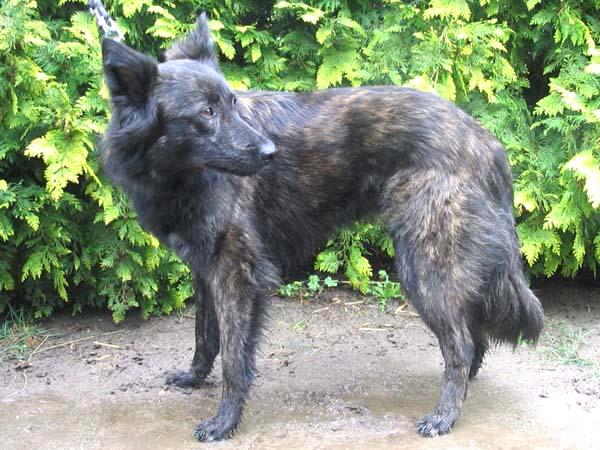
Длинношёрстная
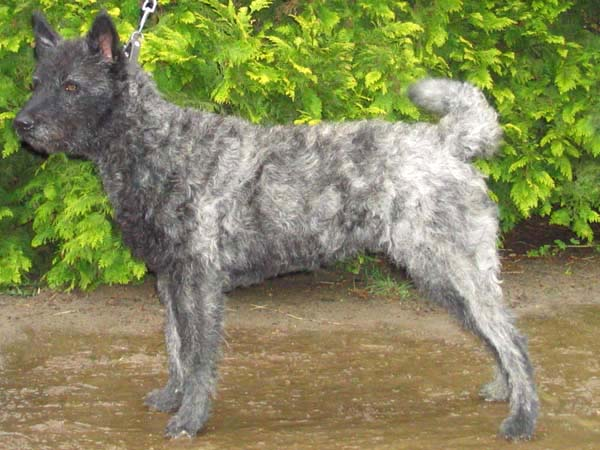
Жесткошёрстная

- Короткошёрстная
- Длинношёрстная
- Жесткошёрстная